# Zoo de Sofia
El Zoo de Sofia, a la capital de Bulgària, es va fundar per Reial Decret l'1 de maig de 1888, i és el jardí zoològic més gran i antic de Bulgària. Té una àrea de 230.000 m² i al març del 2006 acollia 1.113 animals representant 244 espècies.

## Història
Inicialment, el zoo estava ubicat al parc de l'antic palau reial, essent-ne la principal atracció un voltor negre caçat a Bulgària i exposat en una gàbia al jardí. Més tard, es van afegir faisans i cérvols a la col·lecció, però com que les exposicions i instal·lacions del moment no eren adequades per a acomodar un parell d'ossos bruns, el tsar Ferran I de Bulgària va cedir al zoo de Sofia primer part de les terres de l'antic jardí botànic i posteriorment altres terrenys als afores de la ciutat.
L'exposició d'animals del zoo de Sofia va anar creixent constantment, augmentant tant les espècies locals com les estrangeres. La més notable fou un parell de lleons el 1892, els quals van instal·lar-se en un estable i un cadell de lleó va néixer aquell mateix any.
Entre 1893 i 1895, es van construir noves gàbies i edificis per acomodar totes les col·leccions d'ocells i mamífers, que augmentaven constantment, i també un edifici de pedra sòlida de tres habitacions al darrere del terreny dissenyat per a ser habitat per ossos (1894), una bassa on vivien alguns pelicans rosats, un edifici per a acomodar faisans i un altre per a àguiles (1895).
El zoo de Sofia va ser traslladat de l'antiga ubicació cap a un nou emplaçament al sud del centre de Sofia el 1984.

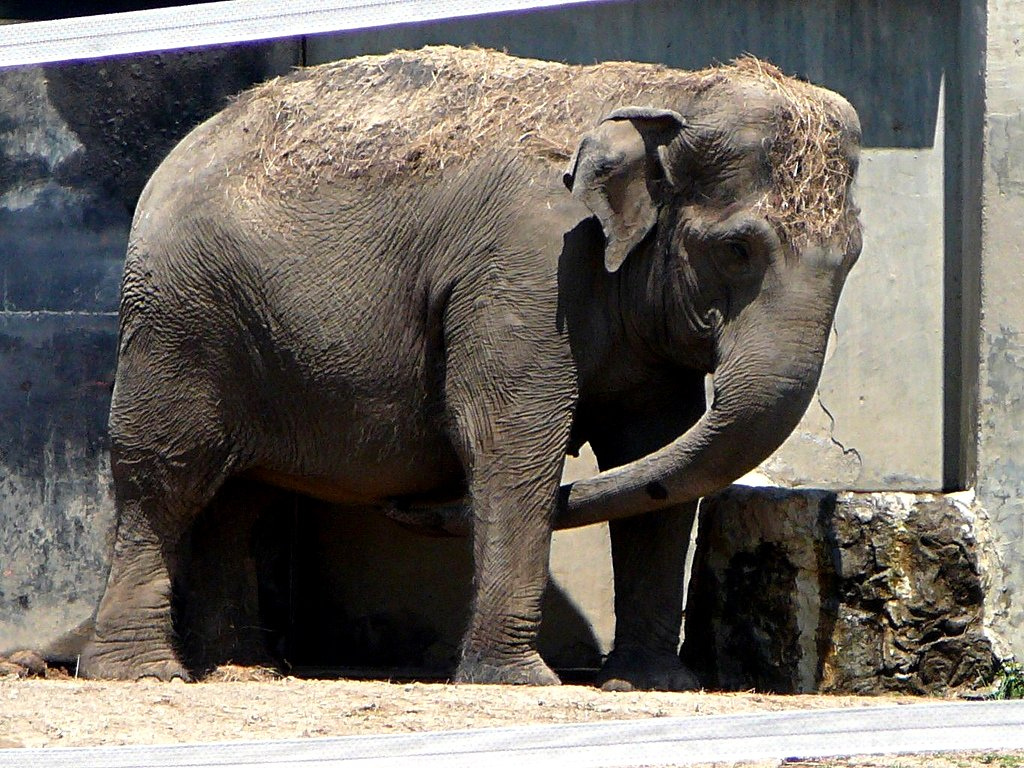
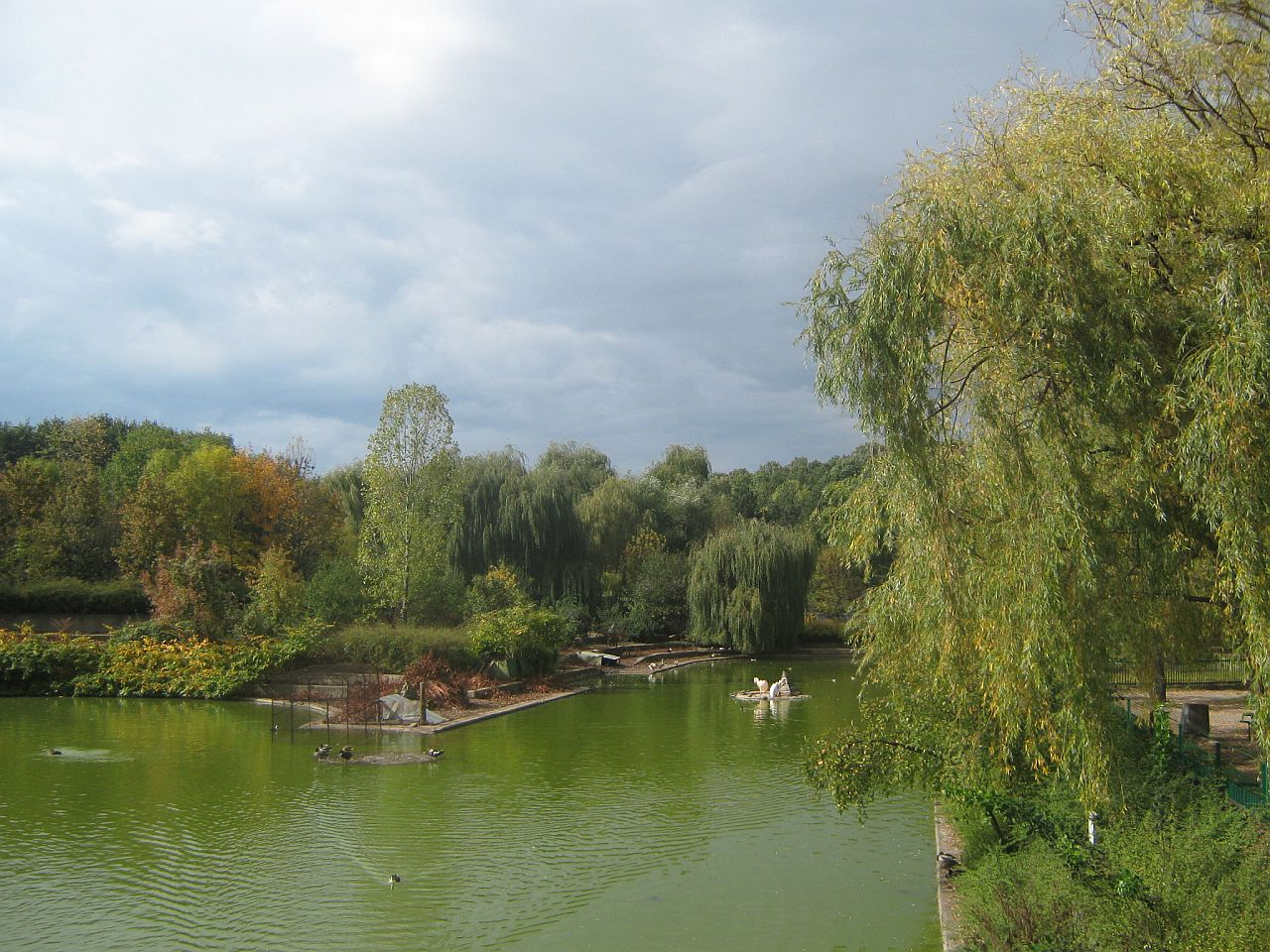
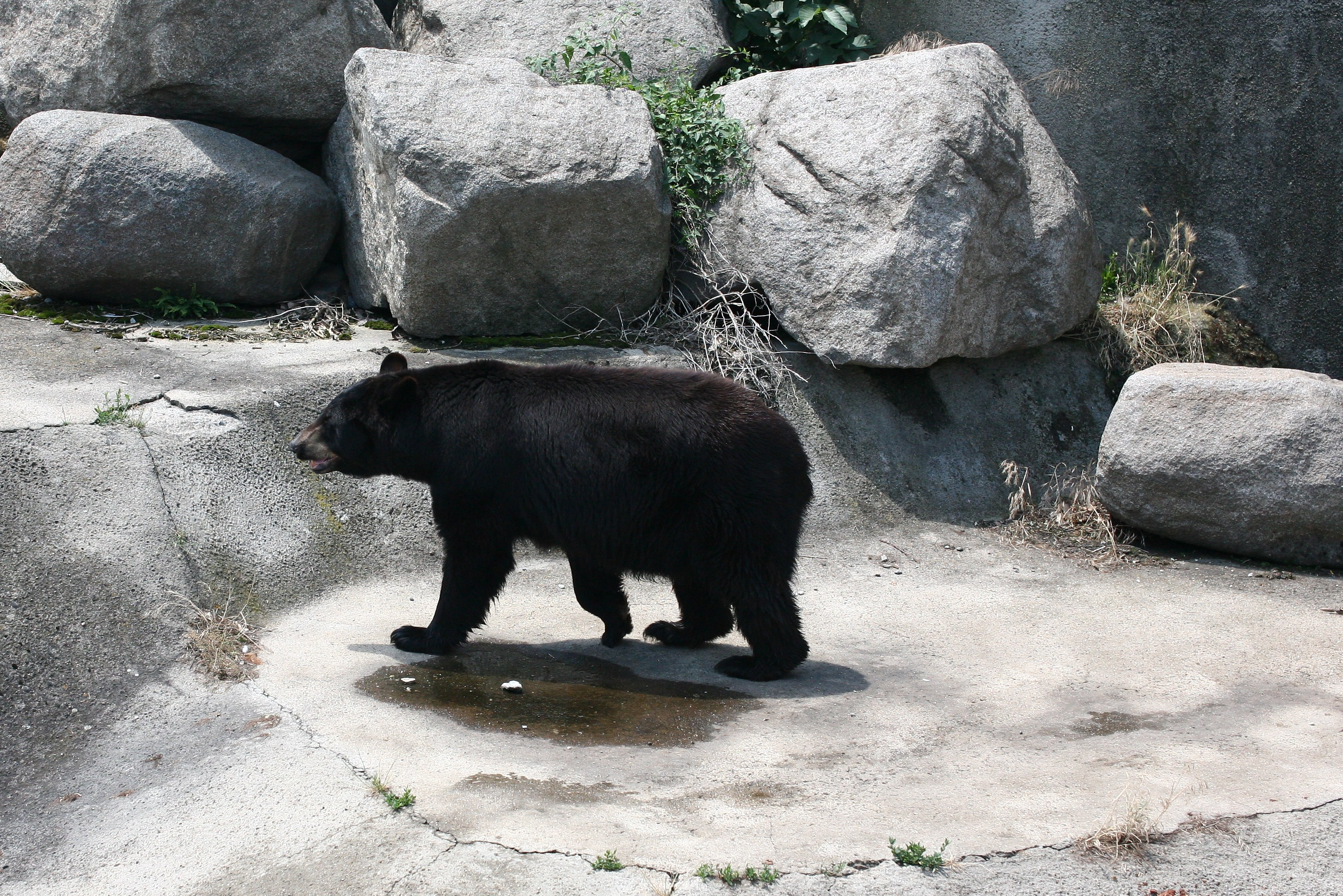
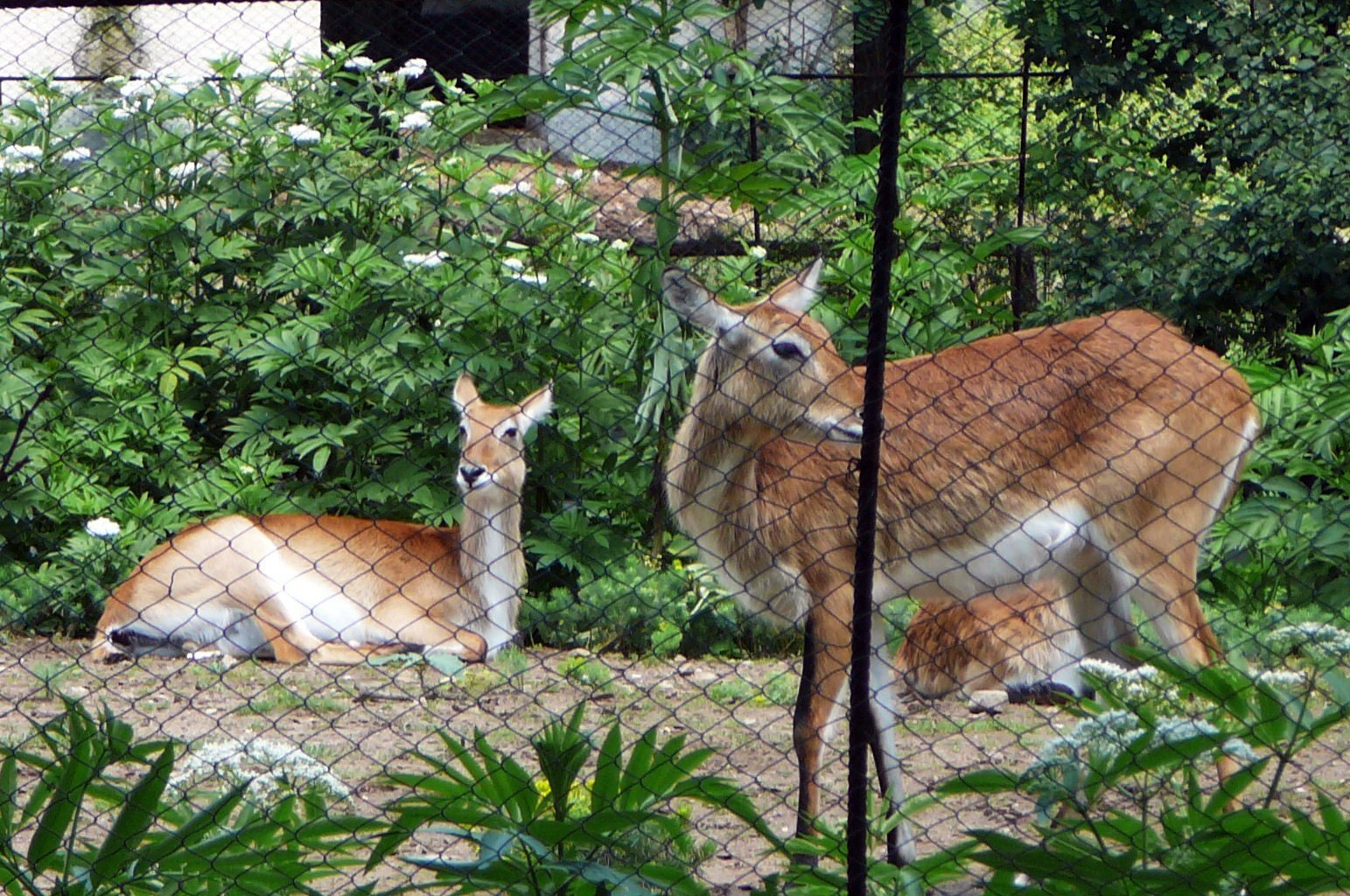
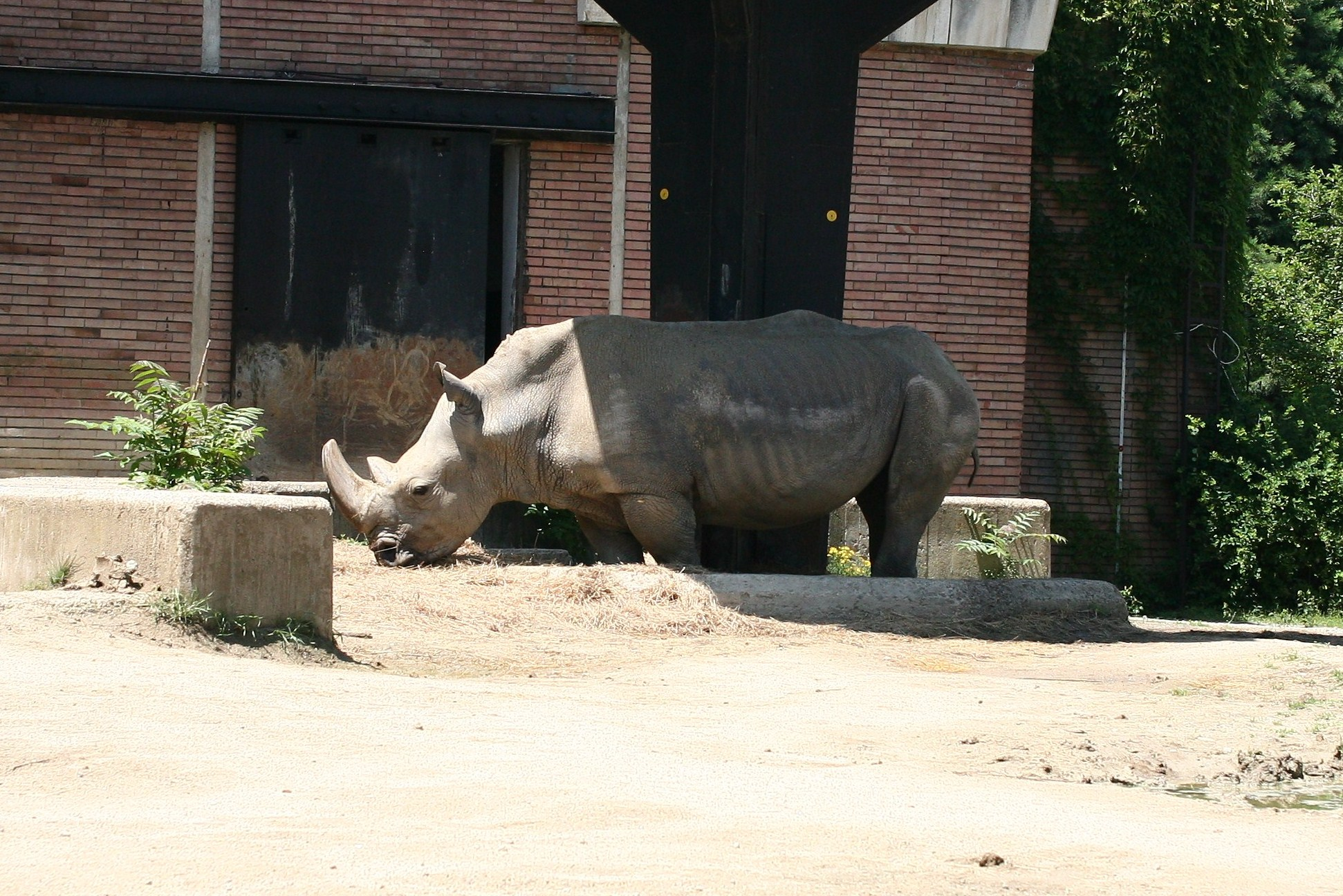
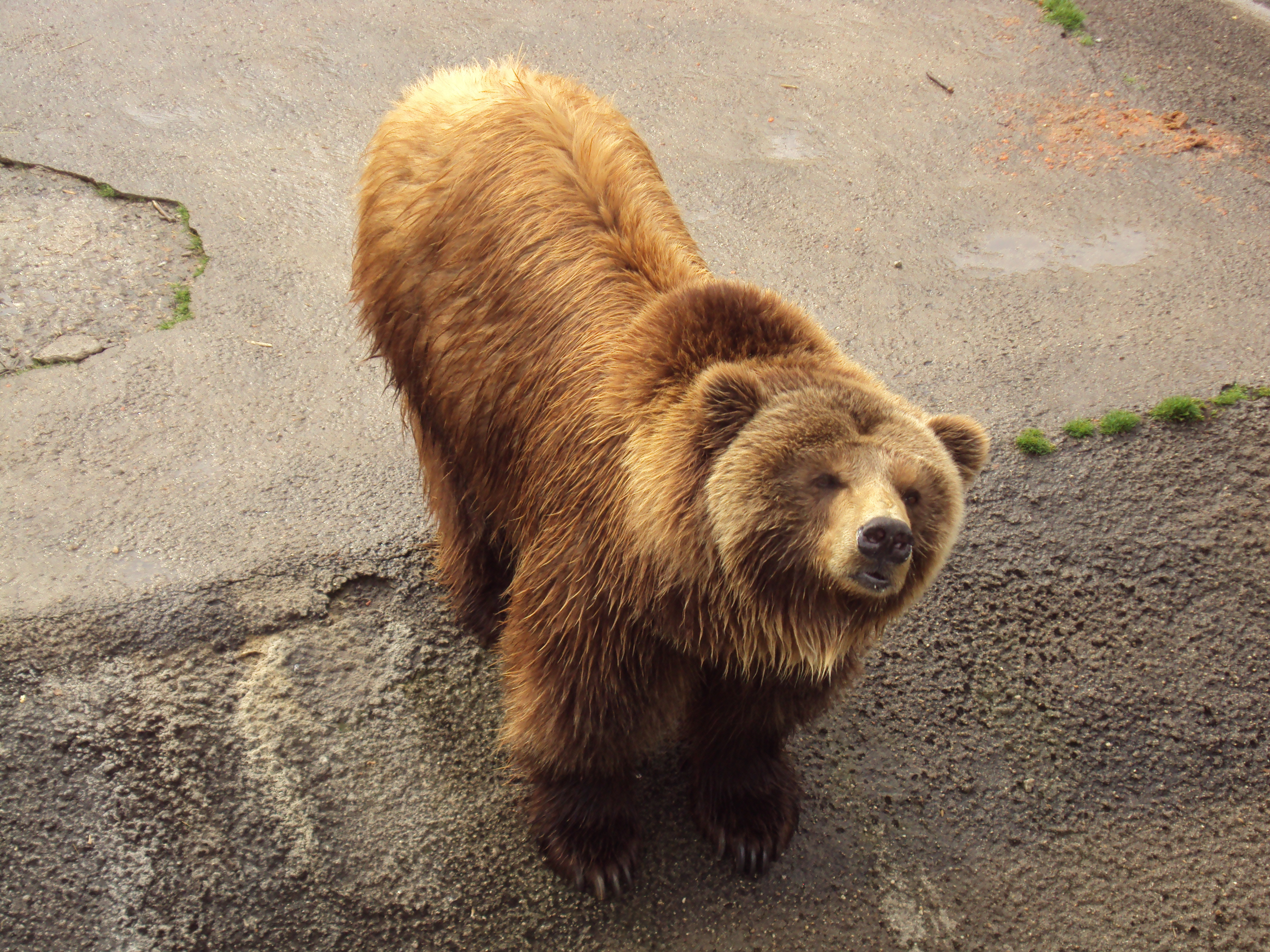
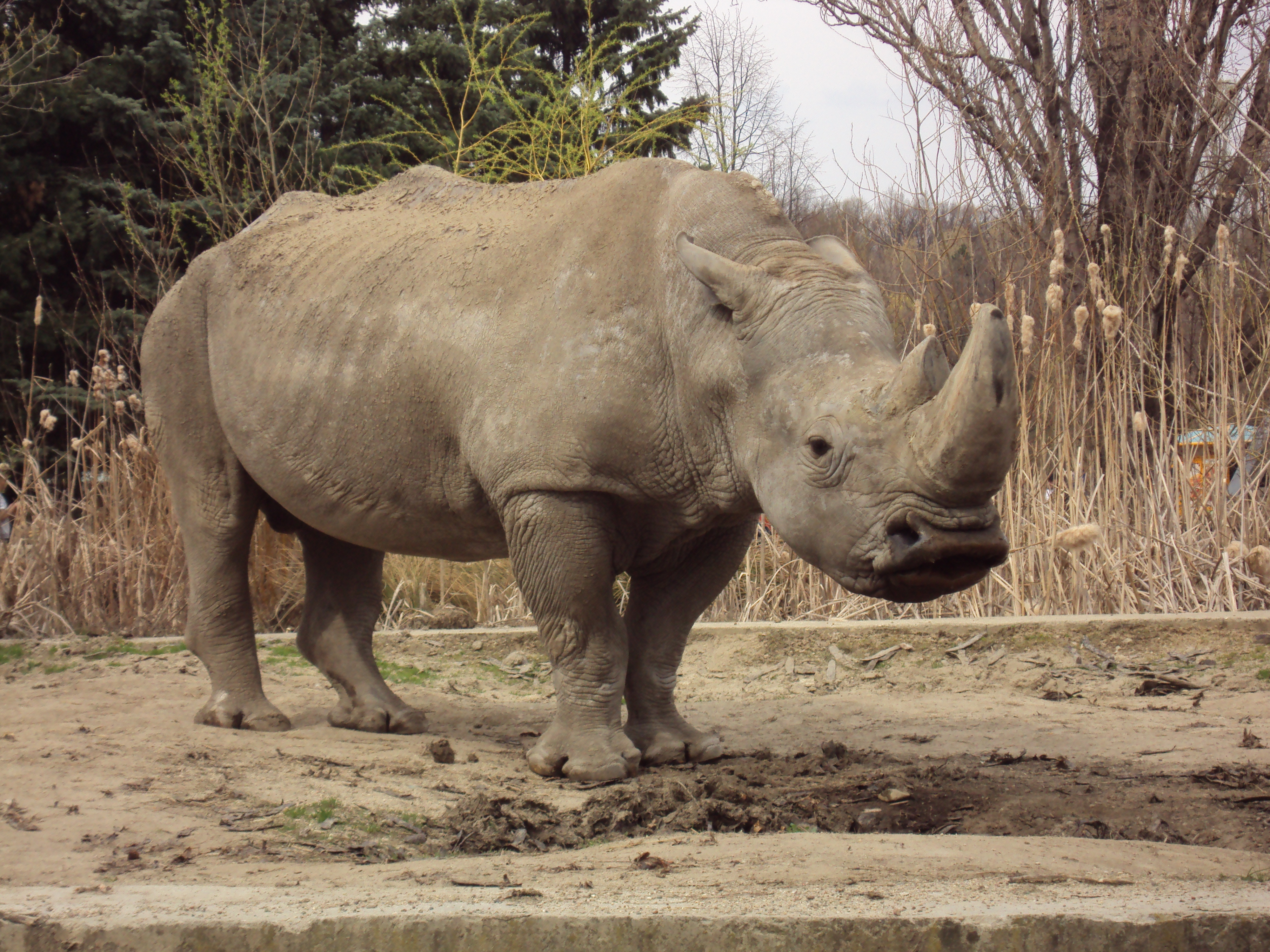
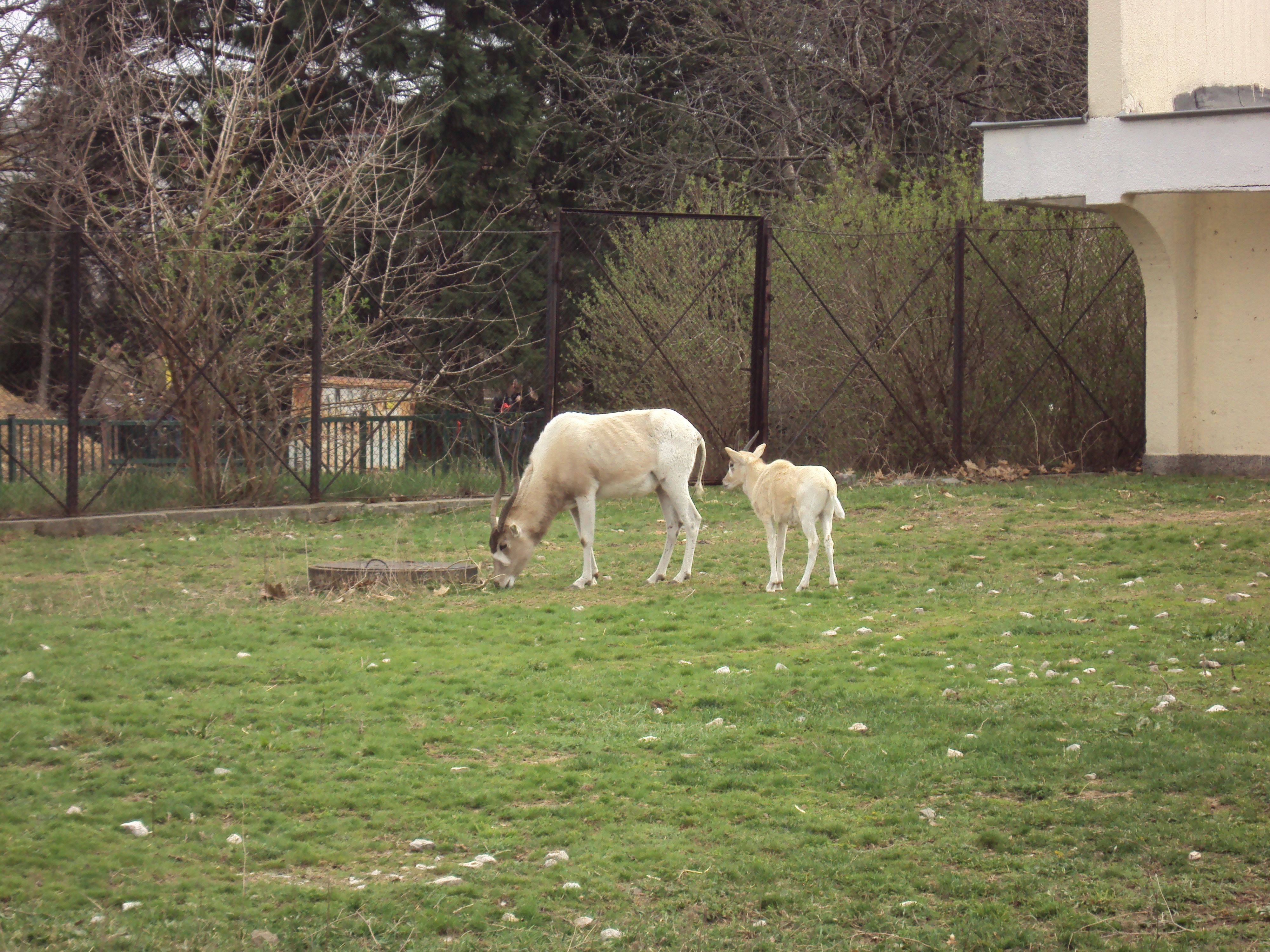
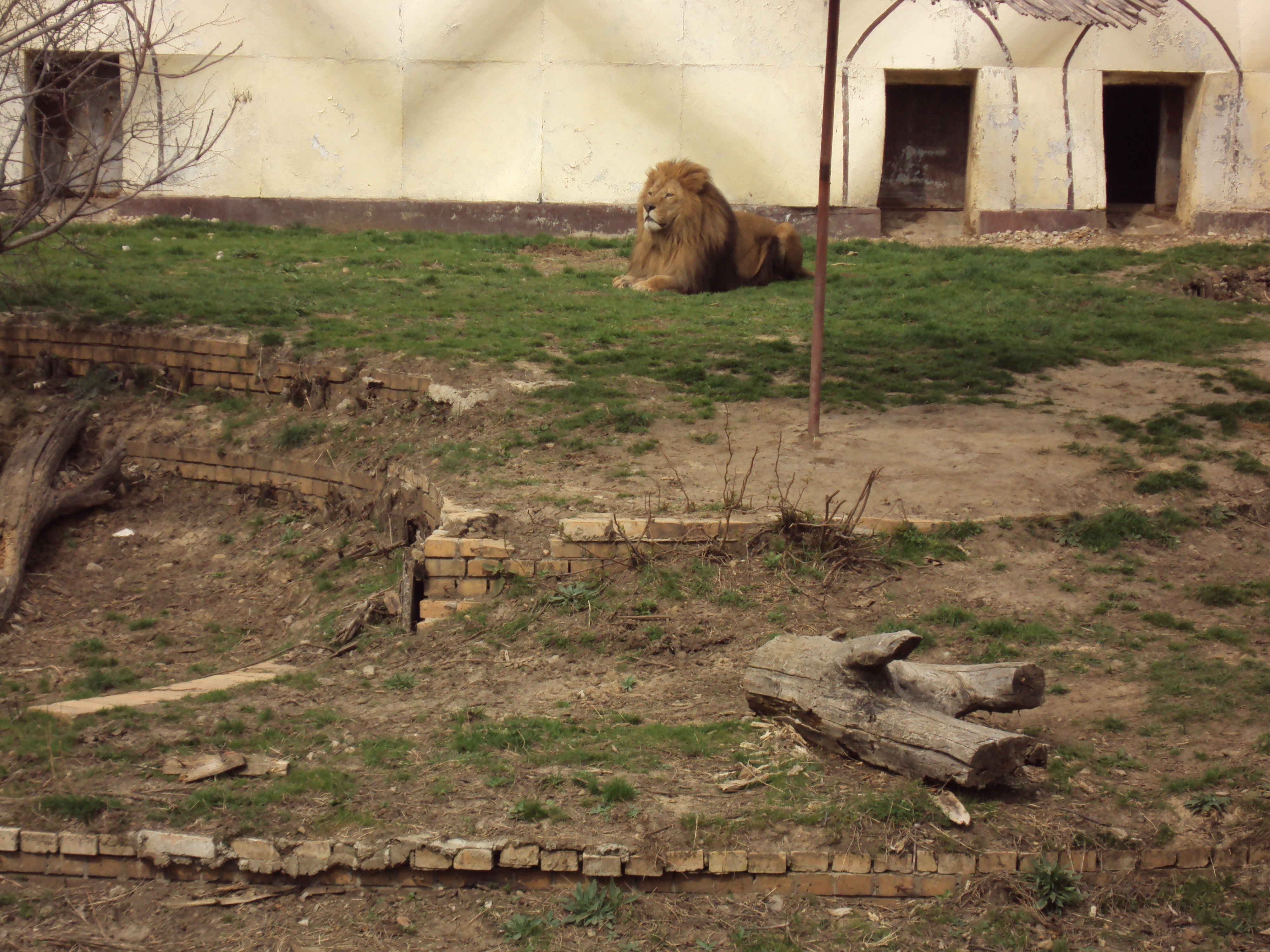
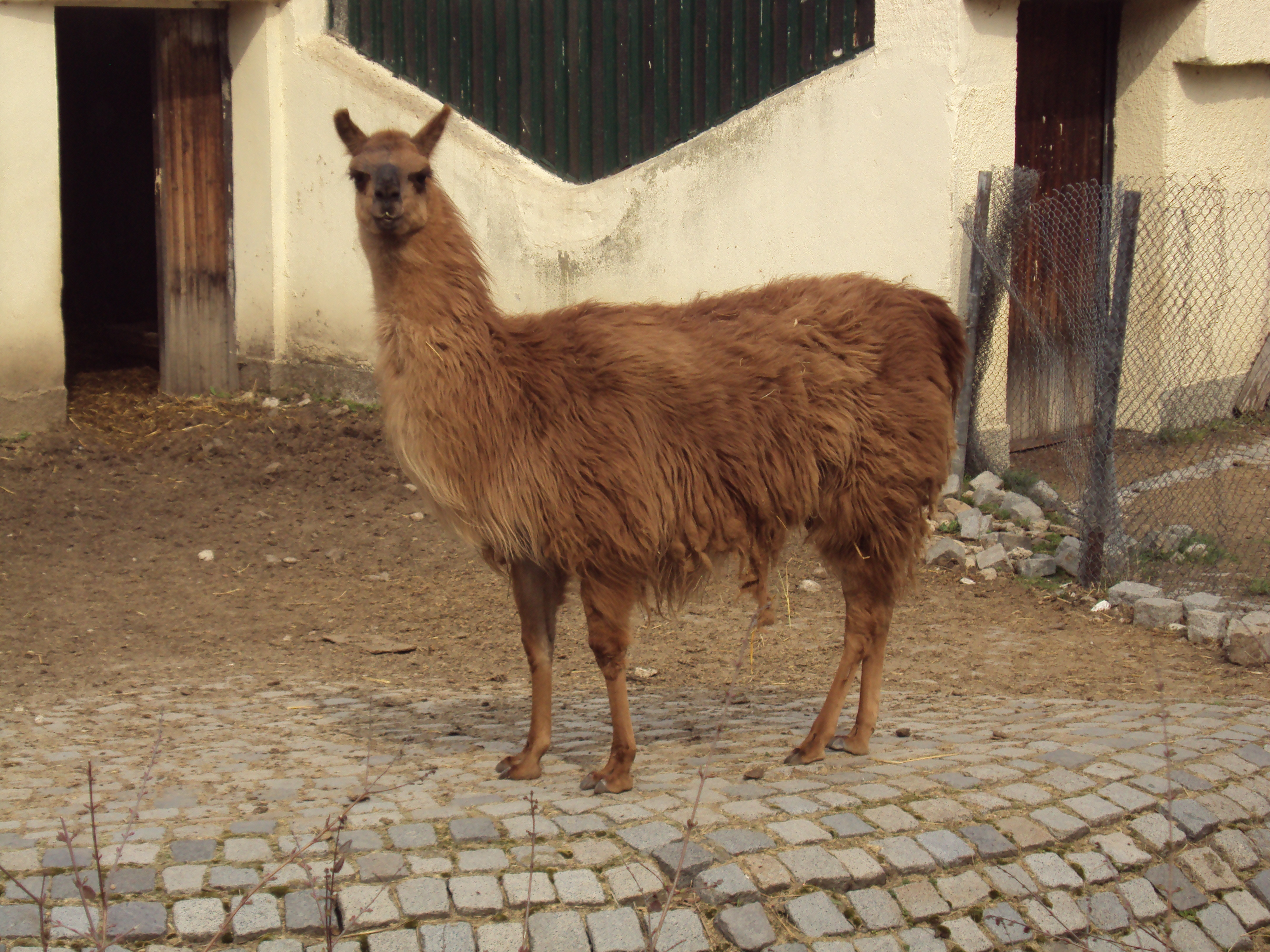
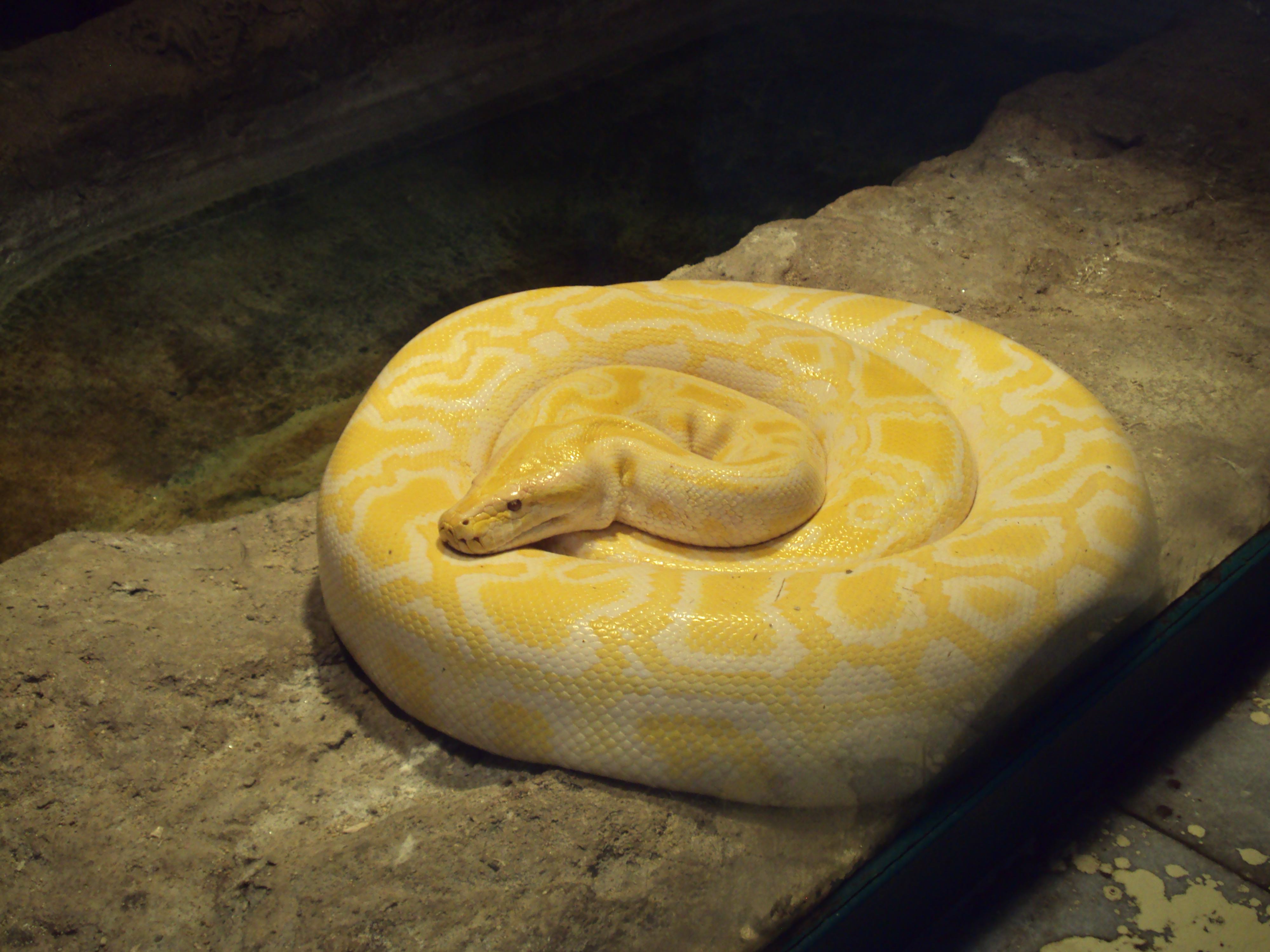
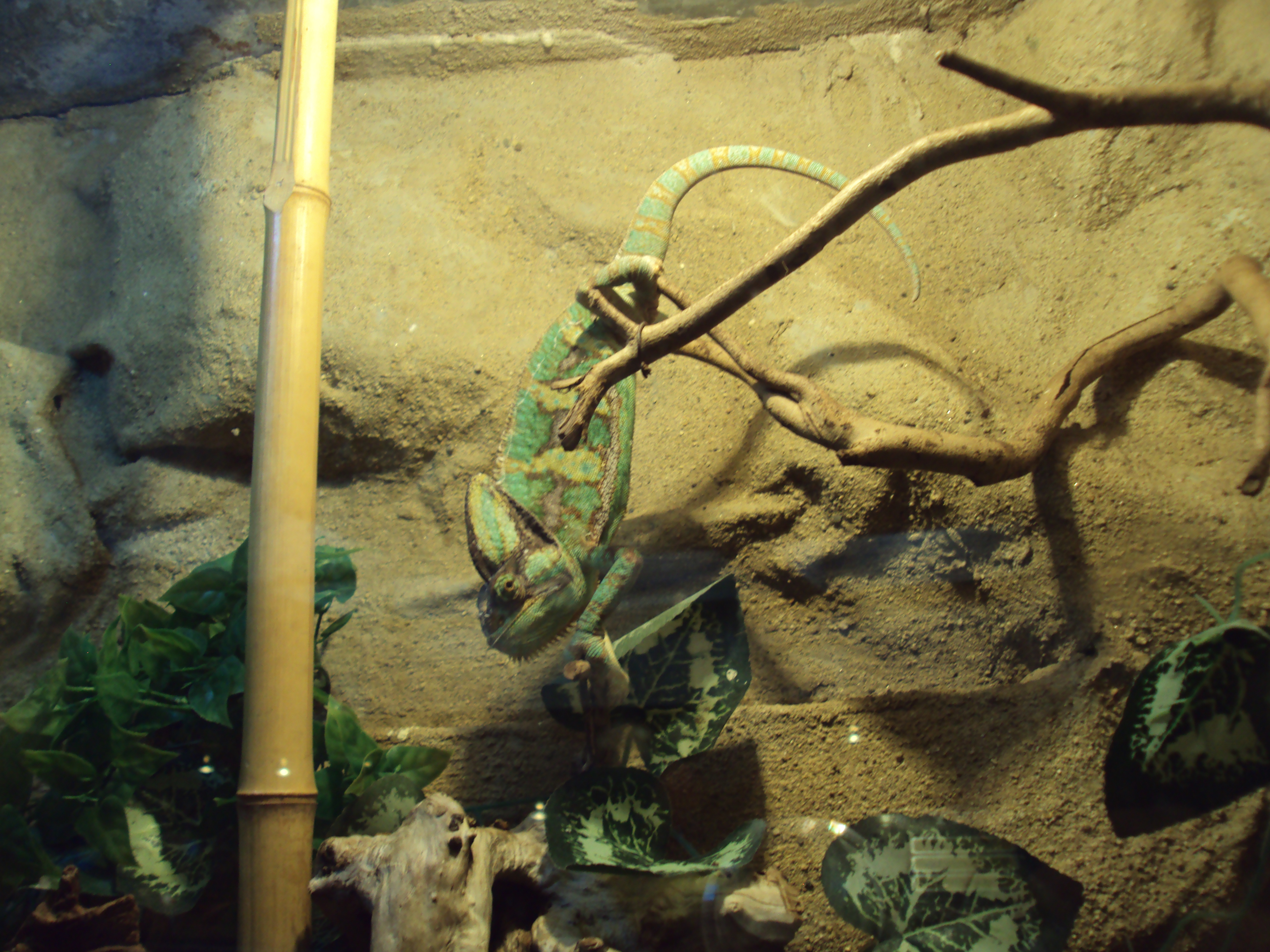
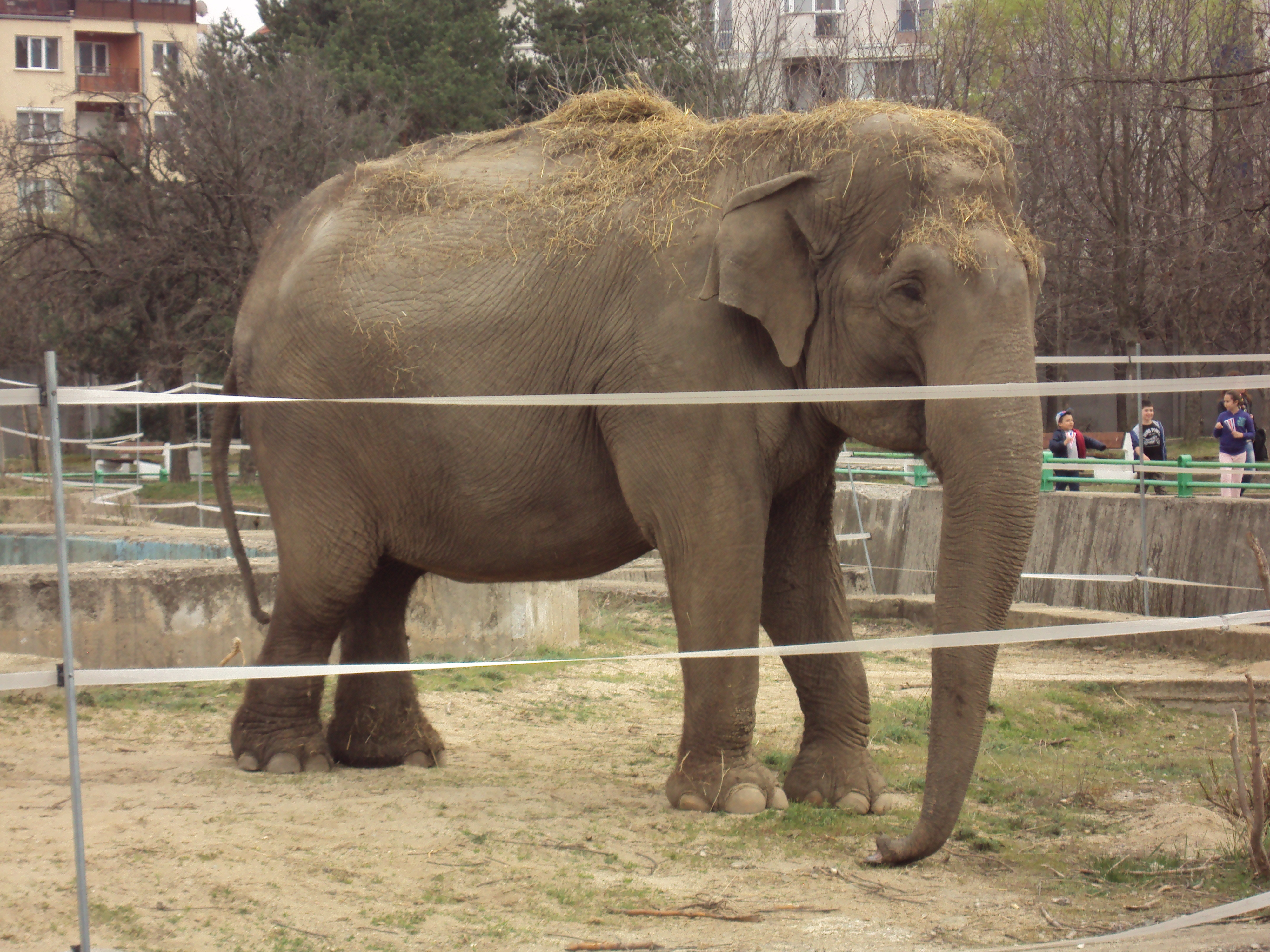